# Julia Gillard
Julia Eileen Gillard (Barry, Gales, 29 de septiembre de 1961) es una política australiana, que ejerció como 27.º primera ministra de Australia y líder del Partido Laborista entre 2010 y 2013. En 1998 se convirtió en miembro de la Cámara de Representantes de Australia por la circunscripción de Lalor.
El 24 de junio de 2010, y tras las elecciones federales del mismo año, se convirtió en la primera mujer de la historia de Australia al frente del gobierno del país, después de que su predecesor, el también laborista Kevin Rudd, renunciara al cargo para evitar una moción de censura tras perder el apoyo de su partido.

## Primeros años y carrera
Gillard nació el 29 de septiembre de 1961 en Barry, Gales (Reino Unido). Después de sufrir una bronconeumonía de niña, a sus padres se les aconsejó que sería una ayuda para su recuperación el hecho de vivir en un clima más cálido. Esto llevó a la familia a emigrar a Australia en 1966, estableciéndose en Adelaida. En 1974, ocho años después de su llegada, Gillard y su familia se convirtieron en ciudadanos de Australia. Como resultado, Gillard gozaba de doble ciudadanía (australiana y británica) hasta que renunció a su ciudadanía británica antes de entrar en el Parlamento en 1998. La madre de Gillard, Moira actualmente vive en Pasadena, Australia Meridional. También tiene una hermana, Alison, que es tres años mayor. El padre de Gillard, John, falleció en 2012.
Su padre trabajaba como enfermero psiquiátrico, mientras que su madre trabajaba en el hogar local de ancianos del Ejército de Salvación. Junto a su hermana asistió a la Mitcham Demonstration School y, más tarde pasó a asistir a la Unley High School. Luego estudió en la Universidad de Adelaida, pero interrumpió sus cursos en 1982 y se trasladó a Melbourne para trabajar con la Unión Australiana de Estudiantes (Australian Union of Students). Se graduó de la Universidad de Melbourne, con licenciatura en Artes y licenciatura en Leyes en 1986.
En 1987, Gillard se unió a la firma de abogados Slater & Gordon en Werribee, Melbourne, trabajando y enfocándose en el derecho laboral. En 1990, a la edad de 29, fue admitida como socia. Gillard tomó licencia en septiembre de 1995 para hacer campaña por un escaño en el Senado, renunciando a este en mayo de 1996 para pasar a trabajar como jefa de personal del líder de la oposición de Victoria John Brumby.

## Política
Realizó estudios de Derecho y de Arte en Adelaida, donde destacó como una alumna brillante, y tomó las riendas en 1983 de un sindicato de estudiantes australianos.
Inició su carrera en Derecho laboral antes de entrar en política al lado del líder de la oposición del estado de Victoria, John Brumby. En 1998, fue elegida diputada en el Parlamento Nacional por la circunscripción de Lalor, en la ciudad de Melbourne.
En 2007, se convirtió en la vice primera ministra del gobierno de Rudd; ese mismo año un diputado conservador provocó un clamor de protesta al considerar que una mujer soltera sin hijos no podía llevar los asuntos del país (Gillard tiene compañero sentimental desde 2006, Tim Mathieson, así como previas relaciones con Michael O'Connor, Bruce Wilson y Craig Emerson, otro miembro del Parlamento).
También a cargo de Empleo y Educación, supo gestionar un ambicioso programa de inversión en los centros escolares, a la vez que rectificó controvertidas leyes laborales votadas por los conservadores.
A medida que el premier Kevin Rudd caía en los sondeos, Gillard se ganaba los favores de la opinión pública. En las semanas anteriores a su toma de posesión como primera ministra negó que tuviera la intención de quitarle el sitio a nadie; sin embargo, fue ella quien pidió el miércoles 23 de junio de 2010 el voto en contra de Rudd, apartado del gobierno tras haber perdido apoyos clave en las filas de su propio partido. Al día siguiente fue investida como premier de Australia.
Bajo la presión de los ecologistas, de quienes necesitaba apoyo, finalmente implementó un impuesto sobre la explotación de recursos no renovables. También lanza la introducción del impuesto al carbono para reducir las emisiones de CO2, de los cuales Australia es uno de los mayores emisores, obligando las 500 empresas más contaminantes que compren permisos de emisión.

### Posturas políticas

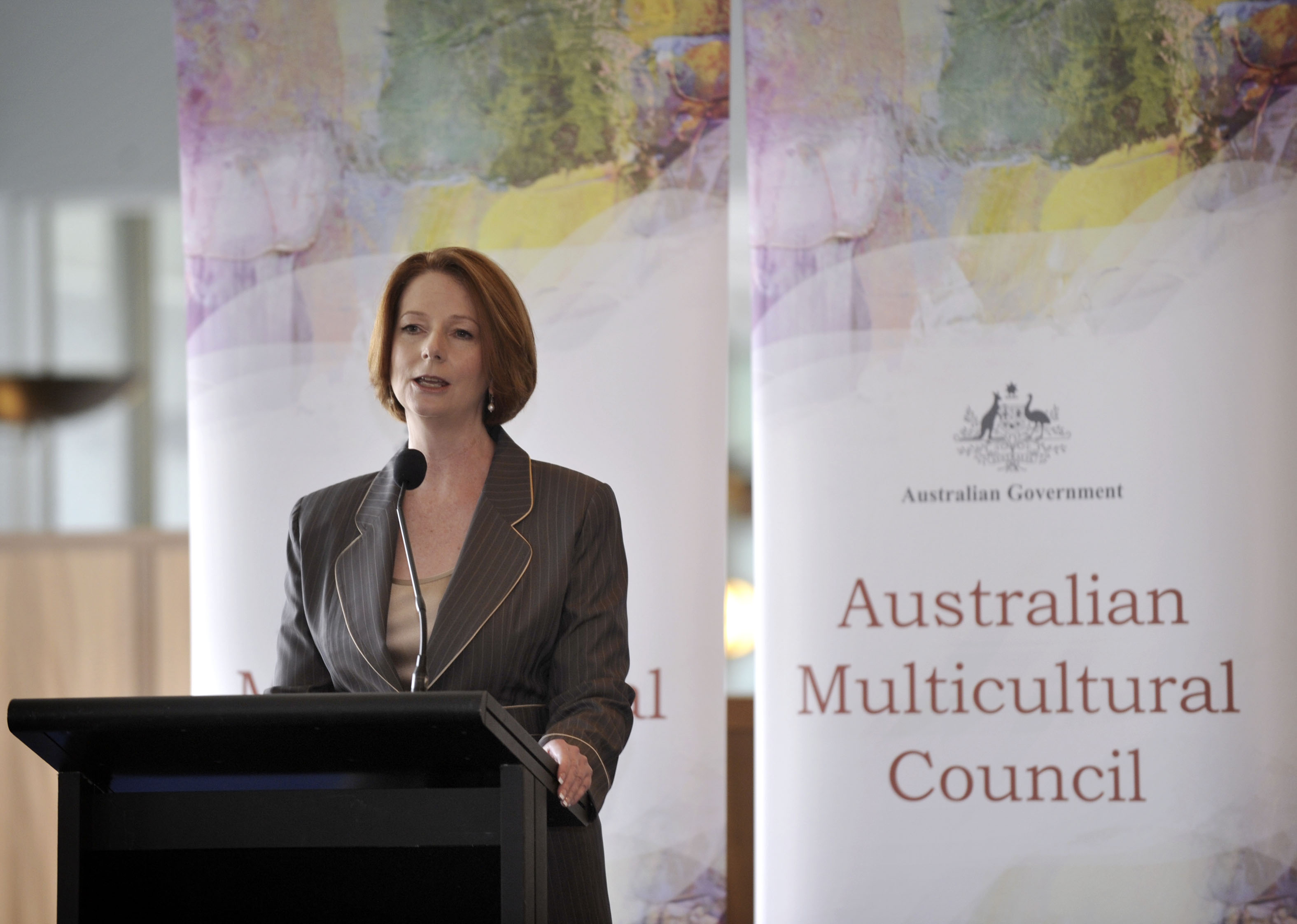
Gillard dando un discurso en el lanzamiento del Consejo Multicultural de Australia en agosto de 2011.

#### Aborto
Gillard ha expresado su apoyo al aborto legal, declarando que:

las mujeres sin dinero quedarían sin esa opción o en las manos de gente desconfiable sin experiencia, y que entendía «las distintas posiciones morales» sobre abortos.

#### Republicanismo
Gillard apoya la opción republicana en Australia para que el país en un futuro no muy lejano se convierta en república, y además ha sugerido que el fin del reinado de Isabel II sería «probablemente el momento adecuado para una transición».

#### Matrimonio igualitario
Gillard se opone a la legalización del matrimonio entre personas del mismo sexo en Australia, diciendo que cree que «la ley de matrimonio es apropiada en su forma actual, que es el reconocimiento de que el matrimonio es entre un hombre y una mujer» y que el matrimonio entre un hombre y una mujer «tiene un estatus especial».

## Vida personal
La pareja de Gillard desde el año 2006 es Tim Mathieson. Ha mantenido relaciones con los funcionarios Michael O'Connor y Bruce Wilson, y con su compañero laborista federal Craig Emerson. Nunca se ha casado y ha decidido no tener hijos.
Es conocida por su fuerte acento australiano, pese a ser de origen galés.